# Karolewo (powiat średzki)
Karolewo – wieś w Polsce położona w województwie wielkopolskim, w powiecie średzkim, w gminie Dominowo.
W latach 1975–1998 miejscowość należała administracyjnie do województwa poznańskiego.